# Dan Egonsson
Dan Egonsson, född 1956, är professor i praktisk filosofi vid Lunds universitet. Han disputerade på en avhandling om villkoren för moralisk ställning 1990, med titeln Interests, Utilitarianism and Moral Standing.

## Verk i urval
- 2007 – Om det politiskt korrekta
- 2007 – Preference and Information
- 2001 – Exploring Practical Philosophy
- 1999 – Filosofiska essäer om människovärde
- 1998 – Dimensions of Dignity

## Utmärkelser, ledamotskap och priser
- Ledamot av Vetenskapssocieteten i Lund (LVSL, 2000)[3]